# Doktorand
Doktorander är forskarstuderande på högskolenivå med vanligtvis avlagd masterexamen. I Sverige innebär detta att man har läst 160 studieveckor (där 1,5 högskolepoäng motsvarar en veckas studier). Målet med doktorandstudier är en doktorsexamen efter en disputation där man försvarar den egna doktorsavhandlingen.
För att bli antagen till svensk forskarutbildning måste man ha avlagt en examen på avancerad nivå eller ha tagit kurser om minst 240 högskolepoäng varav minst 60 på avancerad nivå. Under en övergångsperiod fram till 2015 gäller att de som före 1 juli 2007 uppfyllde det gamla kravet på 120 poäng kommer att vara behöriga. Man kan vara anställd på den egna institutionen eller ha annan finansiering, till exempel studiemedel, utbildningsbidrag, stipendium, sponsor, egna medel eller annat. 
Doktorander som har utbildningsbidrag har rätt att få doktorandtjänst senast när det återstår två års nettostudietid till doktorsexamen. Lärosäten kan dock ha rekommendationer att doktorandtjänsten skall börja tidigare och det är inget som hindrar att man börjar på en doktorandtjänst från dag ett (beror på forskargruppens ekonomi). 
Sedan Tham-reformen 1997/98 antas majoriteten av doktorander för svenska forskarstudier i fyra år. Det finns även en licentiatutbildning som pågår i två år (minst 80 poäng) men antagning till denna är inte norm. Vissa fakulteter kräver till exempel speciella skäl för ett dylikt antagande. Det är dock inte ovanligt att handledaren vill att doktoranden avlägger en licentiatexamen inom ramen av sin doktorandutbildning, eftersom denna examen många gånger är kopplad till extra ekonomiska fakultetsmedel. Licentiatexamen kopplas ofta till en halvtidskontroll, de två har dock inte någon automatisk koppling förutom att de skulle kunna sammanfalla under samma tidsram under doktorandutbildningen. Beroende på ämnesområdet så tillför en licentiatexamen generellt väldigt lite extra till CV:t hos en person som doktorerar.

## Behörighet för doktorsstudier
Behörig att antas till forskarutbildning är den som har grundläggande behörighet, enligt Högskoleförordningen. Utöver detta kan forskningsämnen ställa krav på särskilda behörigheter. Grundläggande behörighet har idag (2008) den som avlagt en examen på avancerad nivå eller gått  fullgjort kursfordringar om minst 240 högskolepoäng, varav minst 60 högskolepoäng på avancerad nivå. Grundläggande behörighet har även den som i någon annan ordning "inom eller utom landet förvärvat i huvudsak motsvarande kunskaper". 
Studenter som antas enligt äldre ordning (med examen tidigare än 1 juli 2007) ska för allmän behörighet ha genomgått en högskoleutbildning om minst 120 poäng (enligt den gamla ordningen) eller ha motsvarande kunskaper. Behörig att antas är även här den som i annan ordning "inom eller utom landet har förvärvat i huvudsak motsvarande kunskaper".
För att få anta en doktorand måste den aktuella institutionen kunna garantera försörjningen för doktoranden för en normal doktorandtid. Detta brukar i majoriteten av fall bli ett val mellan att starta med så kallat utbildningsbidrag (en form av statliga stipendier som kan beskattas och har en rad nackdelar men som maximalt kan ges under 50% av den beräknade studietiden) eller en doktorandtjänst. Som doktorand arbetar man framförallt med den egna doktorsavhandlingen, men är man dessutom anställd som doktorand på den egna institutionen ingår oftast även undervisningsuppgifter på basnivå eller annan institutionstjänstgöring (oftast 10-20%). Detta leder till att den beräknade doktorandtiden förlängs. För doktorsexamen fordras förutom att man klarar disputationen att man klarar av en mängd kurser enligt en uppgjord individuell studieplan. Den individuella studieplanen är det enda rättsliga dokumentet som knyter samman universitetet (dvs fakultet och institution), handledare och doktorand och är ett krav för att bli doktorand. Olika fakulteter och institutioner kan ha olika krav på obligatoriska antalet lästa kurser utöver dem som handledaren och doktoranden har kommit överens om. Mängden kurser som krävs kan variera något mellan lärosäten, men brukar ligga mellan 30 och 180 högskolepoäng.

## Problem under forskarutbildningen
Överlag så är det inte ovanligt att presumtiva doktorander börjar arbeta med forskningsprojekt vid en institution innan de har blivit antagna, många gånger på stipendier som handledaren utlyst. Dessa klassas som att vara så kallade skuggdoktorander och har inget rättsligt skydd, vilket är ett allvarligt problem om situationen pågår en längre tid. Olika lärosäten är olika stränga i sitt förbud av skuggdoktorander, men det är fortfarande en relativt vanlig företeelse eftersom det i praktiken handlar om hur regler och förordningarna efterlevs på institutionsnivå. Vid allvarliga schismer mellan doktorand och handledare så ger Högskoleförordningen doktoranden rätt att kräva ett utbyte av handledare. Det händer ibland att forskarstudierna drar över tiden som institutionen garanterat försörjningen (ett problem som ofta tyder på orimliga studieplaner och/eller dålig kvalitetskontroll hos institutionen) och att doktoranden därefter får erbjudandet att färdigställa avhandlingen och/eller kurserna med egna medel. Detta tenderar att skapa problem med svenska A-kassan om detta skulle fortgå en längre tid. Skulle doktoranden (utan doktorandtjänst) avsluta sin avhandling så tillkommer förstås ekonomiska fakultetsmedel till institutionen.      

## Post-disputation
Många av de disputerade doktorerna tenderar inte att fortsätta med forskning eftersom det många gånger inte finns tillräckligt många arbetstillfällen inom deras forskningsområde. Inom ämnesområden som till exempel biomedicin tenderar det också förekomma en överproduktion av doktorer (nationellt och internationellt) som gör att konkurrensen om dylika tjänster är omfattande. Den vanligaste vägen för en fortsatt forskningskarriär går via en så kallad postdoktor-tjänst (nationellt eller utomlands) vid en annan fakultet eller universitet än där man tog sin doktorsexamen.